# Rešovské vodopády

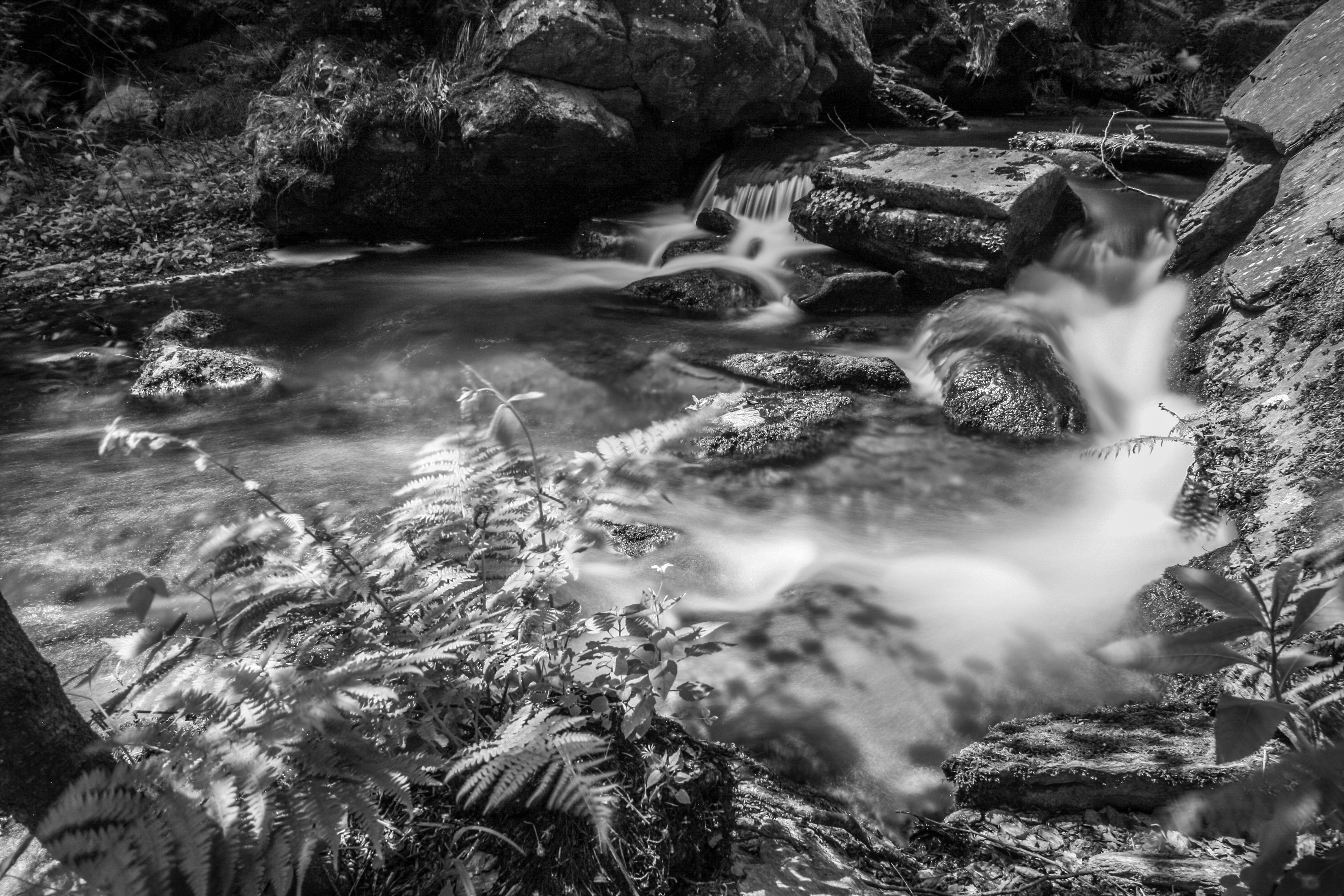
Turistická stezka napříč Rešovským vodopádem

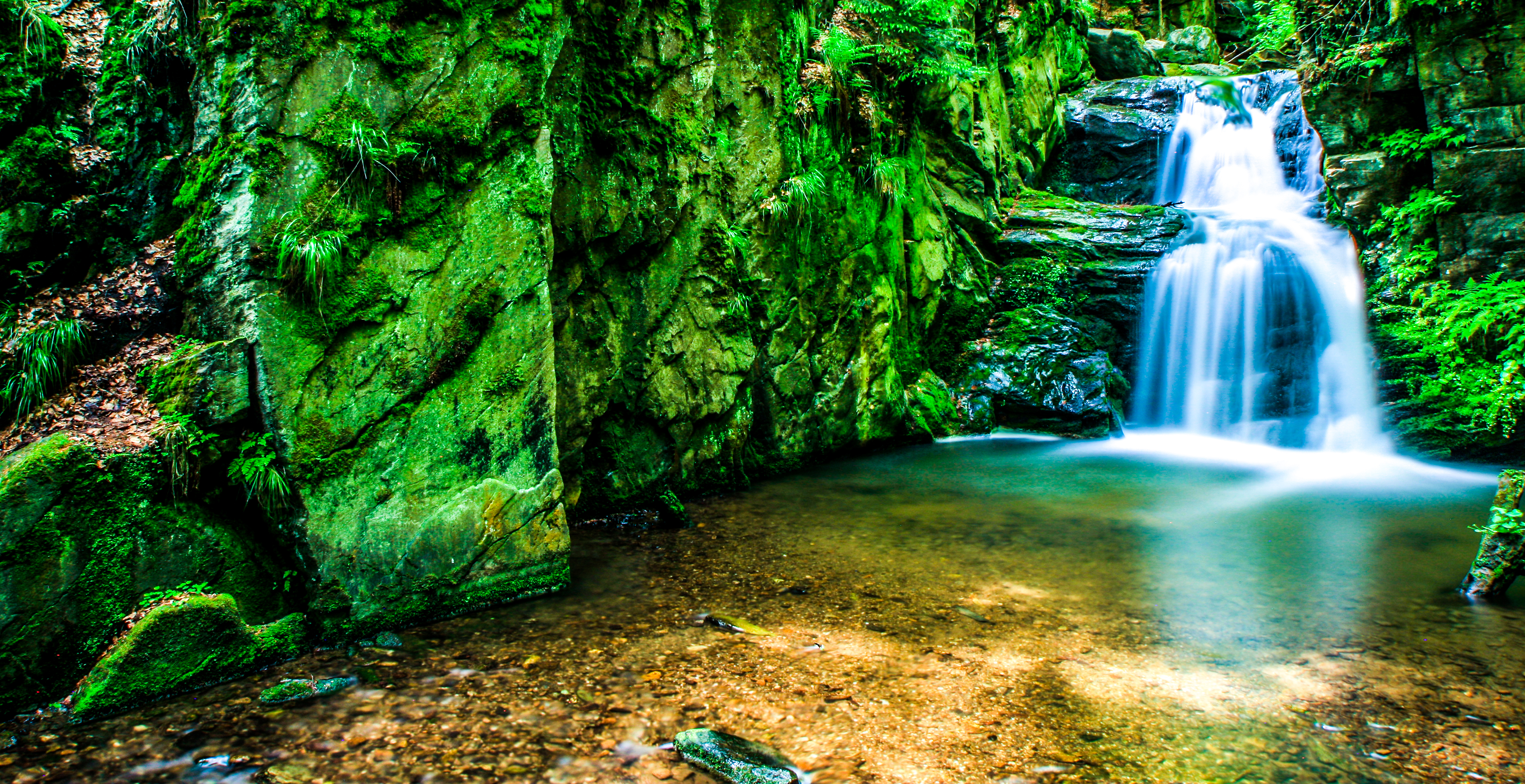
Hlavní vodopád

Rešovské vodopády jsou vodopády v údolí na horním toku říčky Huntavy, asi 1,5 km od vsi Rešov, největší v Nízkém Jeseníku. Říčka zde prochází hlubokým, úzkým kaňonem přes několik vodopádů a kaskád.

## Ochrana přírody
Území je chráněno jako národní přírodní rezervace Rešovské vodopády od roku 2013 (NPP už od roku 1966), má rozlohu 71,6 ha. V kaňonovitém údolí se kolem vodopádů zachovaly původní jedlobučiny s kapradinami. Velký přírodovědecký význam mají mechová společenstva stinných skal, vlhkých balvanů a padlých kmenů.

## Trasa k Rešovským vodopádům
Turistických tras, které vedou k Rešovským vodopádům je celá řada. Mezi nejběžnější trasy patří:
- Turistické trasa z Horního města,
- Turistické trasa z Rešova,
- Turistické trasa z Rýmařova,
- Turistické trasa z Rudy,
- Turistické trasa z hradu Sovinec.